# Eliminatórias da Copa do Mundo FIFA de 2014 - América do Norte, Central e Caribe
A zona norte, centro-americana e caribenha das eliminatórias para a Copa do Mundo FIFA de 2014 no Brasil indicou três representantes diretos e um para a repescagem intercontinental. Organizada pela Confederação de Futebol da América do Norte, Central e Caribe (CONCACAF), contou com a participação de seus 35 países membros.

## Sorteio
Em março de 2011, após a CONCACAF não ter conseguindo quatro vagas diretas para a Copa de 2014 junto a FIFA, a entidade indicou que o formato inicial proposto seria revisto. Ainda no mês de março a CONCACAF anunciou que o formato de qualificação junto à FIFA, com o modelo proposto consistindo de 4 etapas, semelhante ao utilizado para as eliminatórias para a Copa de 2010.
Equipes posicionadas entre 1 e 6 no ranking de seleções da confederação entraram na disputa a partir da terceira fase. Equipes ranqueadas entre 26 e 35 iniciaram desde a primeira fase, onde cinco classificadas avançaram para a segunda fase onde enfrentaram as equipes entre 7 e 25 no ranking.
A ordem das seleções foi baseada no Ranking Mundial da FIFA de março de 2011:
| 1º a 6º                                                                  | 7º a 25º | 26º a 35º |
| ------------------------------------------------------------------------ | --- | --- |
| 1. Estados Unidos 2. México 3. Honduras 4. Jamaica 5. Costa Rica 6. Cuba | 1. Panamá 2. Canadá 3. El Salvador 4. Granada 5. Trinidad e Tobago 6. Haiti 7. Antígua e Barbuda 8. Guiana 9. Suriname 10. São Cristóvão e Neves 11. Guatemala 12. Dominica 13. Porto Rico 14. Barbados 15. Curaçau 16. São Vicente e Granadinas 17. Ilhas Caimã 18. Nicarágua 19. Bermudas | 1. Belize 2. República Dominicana 3. Ilhas Virgens Britânicas 4. Santa Lúcia 5. Turcas e Caicos 6. Bahamas 7. Aruba 8. Ilhas Virgens Americanas 9. Anguila 10. Monserrate |

## Primeira fase
Em 26 de abril de 2011 a FIFA anunciou os emparelhamentos da primeira fase. As partidas foram realizadas entre 15 de junho a 17 de julho de 2011, no sistema de ida e volta.
| Equipe 1                 | Total       | Equipe 2                 | Ida  | Volta |
| ------------------------ | ----------- | ------------------------ | ---- | ----- |
| Monserrate               | 3–8         | Belize                   | 2–51 | 1–32  |
| Anguila                  | 0–6         | República Dominicana     | 0–23 | 0–4   |
| Ilhas Virgens Americanas | 4–1         | Ilhas Virgens Britânicas | 2–0  | 2–1   |
| Aruba                    | 6–6 (4–5 p) | Santa Lúcia              | 4–2  | 2–4   |
| Turcas e Caicos          | 0–10        | Bahamas                  | 0–4  | 0–6   |

- Nota 1: Montserrat jogou como mandante em Couva, Trinidad e Tobago.[4]

- Nota 2: Belize jogou como mandante em San Pedro Sula, Honduras.[5]

- Nota 3: Anguilla jogou como mandante em San Cristóbal, República Dominicana.[6]

## Segunda fase
A segunda fase foi disputada no sistema de grupos por 19 seleções que entraram a partir dessa fase (7–25 no ranking) mais as cinco classificadas da primeira fase.
As 24 seleções foram divididas em seis grupos de quatro equipes cada, onde apenas a campeã de cada grupo classificou-se para a fase seguinte. O sorteio que definiu a composição dos grupos foi realizado no Rio de Janeiro a 30 de julho de 2011.

### Cabeças-de-chave
Divididas em quatro potes (4 a 7), no primeiro estiveram as seleções entre 7º e 12º lugar no ranking da FIFA, no segundo as colocadas entre 13–18, no seguinte entre 19–24 e no último pote as seleções ranqueadas a partir do 25º lugar.
| Pote 4                                                                | Pote 5                                                                                 | Pote 6                                                                                 | Pote 7                                                                                             |
| --------------------------------------------------------------------- | -------------------------------------------------------------------------------------- | -------------------------------------------------------------------------------------- | -------------------------------------------------------------------------------------------------- |
| - Panamá - Canadá - El Salvador - Granada - Trinidad e Tobago - Haiti | - Antígua e Barbuda - Guiana - Suriname - São Cristóvão e Neves - Guatemala - Dominica | - Porto Rico - Barbados - Curaçau - São Vicente e Granadinas - Ilhas Caimã - Nicarágua | - Bermudas - Belize† - República Dominicana† - Ilhas Virgens Americanas† - Santa Lúcia† - Bahamas† |

† Classificados da primeira fase.

### Grupo A
| Seleção              | Pts | J | V | E | D | GP | GC | SG  |
| -------------------- | --- | - | - | - | - | -- | -- | --- |
| El Salvador          | 18  | 6 | 6 | 0 | 0 | 20 | 5  | +15 |
| República Dominicana | 8   | 6 | 2 | 2 | 2 | 12 | 8  | +4  |
| Suriname             | 7   | 6 | 2 | 1 | 3 | 5  | 11 | –6  |
| Ilhas Caimã          | 1   | 6 | 0 | 1 | 5 | 2  | 15 | –13 |

|                      | SLV | SUR | CAY | DOM |
| -------------------- | --- | --- | --- | --- |
| El Salvador          |     | 4–0 | 4–0 | 3–2 |
| Suriname             | 1–3 |     | 1–0 | 1–3 |
| Ilhas Cayman         | 1–4 | 0–1 |     | 1–1 |
| República Dominicana | 1–2 | 1–1 | 4–0 |     |

### Grupo B
| Seleção           | Pts | J | V | E | D | GP | GC | SG  |
| ----------------- | --- | - | - | - | - | -- | -- | --- |
| Guiana            | 13  | 6 | 4 | 1 | 1 | 9  | 5  | +4  |
| Trinidad e Tobago | 12  | 6 | 4 | 0 | 2 | 11 | 4  | +7  |
| Bermudas          | 10  | 6 | 3 | 1 | 2 | 8  | 7  | +1  |
| Barbados          | 0   | 6 | 0 | 0 | 6 | 2  | 14 | –12 |

|                   | TRI | GUY | BRB | BER |
| ----------------- | --- | --- | --- | --- |
| Trinidad e Tobago |     | 2–0 | 4–0 | 1–0 |
| Guiana            | 2–1 |     | 2–0 | 2–1 |
| Barbados          | 0–2 | 0–2 |     | 1–2 |
| Bermuda           | 2–1 | 1–1 | 2–1 |     |

### Grupo C
| Seleção   | Pts | J | V | E | D | GP | GC | SG  |
| --------- | --- | - | - | - | - | -- | -- | --- |
| Panamá    | 12  | 4 | 4 | 0 | 0 | 15 | 2  | +13 |
| Nicarágua | 6   | 4 | 2 | 0 | 2 | 5  | 7  | –2  |
| Dominica  | 0   | 4 | 0 | 0 | 4 | 0  | 11 | –11 |

|           | PAN | DMA | NCA |
| --------- | --- | --- | --- |
| Panamá    |     | 3–0 | 5–1 |
| Dominica  | 0–5 |     | 0–2 |
| Nicaragua | 1–2 | 1–0 |     |

- Bahamas desistiu das eliminatórias em 22 de agosto de 2011 e não foi substituída.[9]

### Grupo D
| Seleção               | Pts | J | V | E | D | GP | GC | SG  |
| --------------------- | --- | - | - | - | - | -- | -- | --- |
| Canadá                | 14  | 6 | 4 | 2 | 0 | 18 | 1  | +17 |
| Porto Rico            | 9   | 6 | 2 | 3 | 1 | 8  | 4  | +4  |
| São Cristóvão e Neves | 7   | 6 | 1 | 4 | 1 | 6  | 8  | –2  |
| Santa Lúcia           | 1   | 6 | 0 | 1 | 5 | 4  | 23 | –19 |

|                       | CAN | SKN | PUR | LCA |
| --------------------- | --- | --- | --- | --- |
| Canadá                |     | 4–0 | 0–0 | 4–1 |
| São Cristóvão e Nevis | 0–0 |     | 0–0 | 1–1 |
| Porto Rico            | 0–3 | 1–1 |     | 3–0 |
| Santa Lúcia           | 0–7 | 2–4 | 0–4 |     |

### Grupo E
| Seleção                  | Pts | J | V | E | D | GP | GC | SG  |
| ------------------------ | --- | - | - | - | - | -- | -- | --- |
| Guatemala                | 18  | 6 | 6 | 0 | 0 | 19 | 3  | +16 |
| Belize                   | 7   | 6 | 2 | 1 | 3 | 9  | 10 | –1  |
| São Vicente e Granadinas | 5   | 6 | 1 | 2 | 3 | 4  | 12 | –8  |
| Granada                  | 4   | 6 | 1 | 1 | 4 | 7  | 14 | –7  |

|                       | GRN | GUA | VIN | BLZ |
| --------------------- | --- | --- | --- | --- |
| Granada               |     | 1–4 | 1–1 | 0–3 |
| Guatemala             | 3–0 |     | 4–0 | 3–1 |
| São Vic. e Granadinas | 2–1 | 0–3 |     | 0–2 |
| Belize                | 1–4 | 1–2 | 1–1 |     |

### Grupo F
| Seleção                  | Pts | J | V | E | D | GP | GC | SG  |
| ------------------------ | --- | - | - | - | - | -- | -- | --- |
| Antígua e Barbuda        | 15  | 6 | 5 | 0 | 1 | 26 | 5  | +21 |
| Haiti                    | 13  | 6 | 4 | 1 | 1 | 21 | 6  | +15 |
| Curaçau                  | 7   | 6 | 2 | 1 | 3 | 15 | 13 | +2  |
| Ilhas Virgens Americanas | 0   | 6 | 0 | 0 | 6 | 2  | 40 | –38 |

|                       | HAI | ATG | CUW | VIR  |
| --------------------- | --- | --- | --- | ---- |
| Haiti                 |     | 2–1 | 2–2 | 6–0  |
| Antígua e Barbuda     | 1–0 |     | 5–2 | 10–0 |
| Curaçao               | 2–4 | 0–1 |     | 6–1  |
| Ilhas Vir. Americanas | 0–7 | 1–8 | 0–3 |      |

## Terceira fase
As seis equipes mais bem classificadas no ranking da FIFA iniciaram a corrida pela Copa do Mundo a partir dessa fase, junto as outras seis equipes classificadas da segunda fase.
Novamente disputada no sistema de grupos, as doze seleções foram divididas em três grupos de quatro equipes cada. Os dois primeiros colocados de cada grupo classificaram-se para a quarta fase. O sorteio realizado no Rio de Janeiro à 30 de julho de 2011 determinou a composição dos grupos.

### Cabeças-de-chave
As seleções foram divididas em três potes (1 a 3). No primeiro estiveram as três seleções melhores classificadas no ranking da FIFA, no segundo as colocadas entre 4–6, e no terceiro pote as seleções vencedores de seus grupos na segunda fase.
| Pote 1                               | Pote 2                        | Pote 3                                                                         |
| ------------------------------------ | ----------------------------- | ------------------------------------------------------------------------------ |
| - Estados Unidos - México - Honduras | - Jamaica - Costa Rica - Cuba | - El Salvador† - Guiana† - Panamá† - Canadá† - Guatemala† - Antígua e Barbuda† |

† Classificados da segunda fase, não previsto à época do sorteio.

### Grupo A
| Seleção           | Pts | J | V | E | D | GP | GC | SG |
| ----------------- | --- | - | - | - | - | -- | -- | -- |
| Estados Unidos    | 13  | 6 | 4 | 1 | 1 | 11 | 6  | +5 |
| Jamaica           | 10  | 6 | 3 | 1 | 2 | 9  | 6  | +3 |
| Guatemala         | 10  | 6 | 3 | 1 | 2 | 9  | 8  | +1 |
| Antígua e Barbuda | 1   | 6 | 0 | 1 | 5 | 4  | 13 | –9 |

|                   | USA | JAM | GUA | ATG |
| ----------------- | --- | --- | --- | --- |
| Estados Unidos    |     | 1–0 | 3–1 | 3–1 |
| Jamaica           | 2–1 |     | 2–1 | 4–1 |
| Guatemala         | 1–1 | 2–1 |     | 3–1 |
| Antígua e Barbuda | 1–2 | 0–0 | 0–1 |     |

### Grupo B
| Seleção     | Pts | J | V | E | D | GP | GC | SG  |
| ----------- | --- | - | - | - | - | -- | -- | --- |
| México      | 18  | 6 | 6 | 0 | 0 | 15 | 2  | +13 |
| Costa Rica  | 10  | 6 | 3 | 1 | 2 | 14 | 5  | +9  |
| El Salvador | 5   | 6 | 1 | 2 | 3 | 8  | 11 | –3  |
| Guiana      | 1   | 6 | 0 | 1 | 5 | 5  | 24 | –19 |

|             | MEX | CRC | SLV | GUY |
| ----------- | --- | --- | --- | --- |
| México      |     | 1–0 | 2–0 | 3–1 |
| Costa Rica  | 0–2 |     | 2–2 | 7–0 |
| El Salvador | 1–2 | 0–1 |     | 2–2 |
| Guiana      | 0–5 | 0–4 | 2–3 |     |

### Grupo C
| Seleção  | Pts | J | V | E | D | GP | GC | SG |
| -------- | --- | - | - | - | - | -- | -- | -- |
| Honduras | 11  | 6 | 3 | 2 | 1 | 12 | 3  | +9 |
| Panamá   | 11  | 6 | 3 | 2 | 1 | 6  | 2  | +4 |
| Canadá   | 10  | 6 | 3 | 1 | 2 | 6  | 10 | –4 |
| Cuba     | 1   | 6 | 0 | 1 | 5 | 1  | 10 | –9 |

|          | HON | CUB | PAN | CAN |
| -------- | --- | --- | --- | --- |
| Honduras |     | 1–0 | 0–2 | 8–1 |
| Cuba     | 0–3 |     | 1–1 | 0–1 |
| Panamá   | 0–0 | 1–0 |     | 2–0 |
| Canadá   | 0–0 | 3–0 | 1–0 |     |

## Quarta fase
Nesta última fase, as 6 seleções derradeiras formaram um grupo único, onde as três melhores colocadas classificaram-se para a Copa do Mundo de 2014. A quarta colocada disputará a repescagem intercontinental por uma última vaga no mundial contra a equipe campeã da Oceania.
|  | Equipes qualificadas para a Copa do Mundo de 2014 |
|  | Equipe qualificada para a repescagem              |
|  | Equipes eliminadas                                |

| Seleção        | Pts | J  | V | E | D | GP | GC | SG |
| -------------- | --- | -- | - | - | - | -- | -- | -- |
| Estados Unidos | 22  | 10 | 7 | 1 | 2 | 15 | 8  | +7 |
| Costa Rica     | 18  | 10 | 5 | 3 | 2 | 13 | 7  | +6 |
| Honduras       | 15  | 10 | 4 | 3 | 3 | 13 | 12 | +1 |
| México         | 11  | 10 | 2 | 5 | 3 | 7  | 9  | –2 |
| Panamá         | 8   | 10 | 1 | 5 | 4 | 10 | 14 | –4 |
| Jamaica        | 5   | 10 | 0 | 5 | 5 | 5  | 13 | –8 |

|                | USA | JAM | MEX | CRC | HON | PAN |
| -------------- | --- | --- | --- | --- | --- | --- |
| Estados Unidos |     | 2–0 | 2–0 | 1–0 | 1–0 | 2–0 |
| Jamaica        | 1–2 |     | 0–1 | 1–1 | 2–2 | 1–1 |
| México         | 0–0 | 0–0 |     | 0–0 | 1–2 | 2–1 |
| Costa Rica     | 3–1 | 2–0 | 2–1 |     | 1–0 | 2–0 |
| Honduras       | 2–1 | 2–0 | 2–2 | 1–0 |     | 2–2 |
| Panamá         | 2–3 | 0–0 | 0–0 | 2–2 | 2–0 |     |

## Repescagem intercontinental
A equipe classificada como quarta colocada da CONCACAF enfrentou a Nova Zelândia, equipe campeã da Oceania em partidas de ida e volta. O vencedor classificou-se a Copa do Mundo de 2014. Em 29 de julho de 2011 um sorteio definiu os emparelhamentos da repescagem entre as confederações.
| Equipe 1 | Total | Equipe 2      | 1.º jogo | 2.º jogo |
| -------- | ----- | ------------- | -------- | -------- |
| México   | 9–3   | Nova Zelândia | 5–1      | 4–2      |

## Artilharia
| 10 gols (3) - ATG Peter Byers - BLZ Deon McCaulay - PAN Blas Pérez 9 gols (1) - HON Jerry Bengtson 8 gols (2) - CRC Álvaro Saborío - USA Clint Dempsey 7 gols (2) - HON Carlo Costly - PAN Luis Tejada 6 gols (4) - ATG Tamorley Thomas - CUW Rocky Siberie - GUA Carlos Ruiz - SLV Osael Romero 5 gols (5) - BAH Lesly St. Fleur - DOM Erick Ozuna - HAI Jean-Eudes Maurice - MEX Javier Hernández - MEX Oribe Peralta 4 gols (9) - ATG Randolph Burton - CAN Iain Hume - CAN Olivier Occean - CAN Simeon Jackson - LCA Cliff Valcin - PUR Héctor Ramos - TRI Lester Peltier - USA Eddie Johnson - USA Jozy Altidore 3 gols (20) - BER Khano Smith - CAN Dwayne De Rosario - CAN Josh Simpson - CAN Tosaint Ricketts - CRC Bryan Ruiz - CRC Celso Borges - CRC Joel Campbell - CRC Randall Brenes - DOM Inoel Navarro - DOM Jonathan Faña - GUA Dwight Pezzarossi - GUA Freddy García - GUA Mario Rafael Rodríguez - HAI Kervens Belfort - LCA Jamal Joseph - MSR Jaylee Hodgson - SKN Ian Lake - SLV Léster Blanco - SLV Rafael Burgos - TRI Kenwyne Jones 2 gols (47) - ARU Frederick Gomez - ATG Quinton Griffith - BAH Nesley Jean - BER Nahki Wells - BLZ Harrison Róches - CAN Will Johnson - CAY Mark Ebanks - CUW Sendley Bito - CUW Shanon Carmelia - DOM Domingo Peralta - GRN Clive Murray - GRN Shane Rennie - GUA Marco Pappa - GUA Minor López - GUY Chris Nurse - GUY Ricky Shakes - GUY Treyon Bobb - GUY Vurlon Mills - HAI James Marcelin - HAI Jean Alexandre - HON Mario Martínez - JAM Dane Richards | 2 gols (continuação) - JAM Demar Phillips - JAM Luton Shelton - JAM Rodolph Austin - MEX Carlos Salcido - MEX Jesús Eduardo Zavala - NCA Raúl Leguías - PAN Amir Waithe - PAN Gabriel Torres - PAN Luis Henríquez - PAN Nelson Barahona - PAN Ricardo Buitrago - PAN Rolando Blackburn - PUR Andrés Cabrero - SLV Christian Javier Bautista - SLV Isidro Gutiérrez - SLV Jaime Alas - SLV Luis Anaya - SLV Rodolfo Zelaya - SUR Friso Mando - USA Carlos Bocanegra - USA Graham Zusi - USA Herculez Gomez - VIN Cornelius Stewart - VIN Myron Samuel - VIR Reid Klopp 1 gol (118) - ARU David Abdul - ARU Erik Santos de Gouveia - ARU Maurice Escalona - ARU Rensy Barradas - ATG Dexter Blackstock - ATG George Dublin - ATG Jamie Thomas - ATG Justin Cochrane - ATG Keiran Murtagh - ATG Kerry Skepple - ATG Marc Joseph - ATG Ranjae Christian - BAH Cameron Hepple - BAH Jackner Louis - BER Antwan Russell - BER John Nusum - BER Kwame Steede - BER Nahki Wells - BLZ Daniel Jiménez - BLZ Elroy Kuylen - BLZ Elroy Smith - BLZ Luis Méndez - BLZ Ryan Simpson - BRB Diquan Adamson - BRB Sheridan Grosvenor - CAN David Edgar - CRC Christian Bolaños - CRC Cristian Gamboa - CRC Diego Calvo - CRC Jhonny Acosta - CRC José Cubero - CRC Michael Umaña - CRC Roy Miller - CUB Alberto Gómez - CUW Angelo Cijntje - CUW Angelo Zimmerman - CUW Everon Espacia - CUW Orin De Waard - CUW Rihairo Meulens - DOM César García - DOM Jhoan Cruz - DOM Jhoan Sánchez - DOM Kerbi Rodríguez - DOM Michael Morillo - GRN Cassim Langaigne - GRN Lancaster Joseph - GRN Marcus Julien - GUA Ángelo Padilla - GUA Carlos Eduardo Gallardo - GUA Carlos Figueroa - GUA Fredy Thompson - GUA Guillermo Ramírez | 1 gol (continuação) - GUA Gustavo Adolfo Cabrera - GUA Yony Flores - GUY Anthony Abrams - GUY Charles Pollard - GUY Gregory Richardson - GUY Leon Cort - GUY Shawn Beveney - HAI Jean-Jacques Pierre - HAI Jean Monuma - HAI Judelin Aveska - HAI Kevin Lafrance - HAI Kim Jaggy - HAI Listner Pierre-Louis - HAI Réginal Goreux - HAI Wilde Donald Guerrier - HON Juan Carlos García - HON Marvin Chávez - HON Maynor Figueroa - HON Óscar Boniek García - HON Roger Rojas - HON Víctor Bernárdez - HON Wilson Palacios - JAM Jermaine Anderson - JAM Jermaine Beckford - JAM Marvin Elliott - JAM Nyron Nosworthy - JAM Ryan Johnson - LCA Kevin Edward - LCA Tremain Paul - LCA Zaine Pierre - MEX Aldo de Nigris - MEX Andrés Guardado - MEX Ángel Reyna - MEX Giovani dos Santos - MEX Héctor Moreno - MEX Raúl Jiménez - NCA Daniel Reyes - NCA Félix Rodríguez - PAN Roberto Chen - PAN Román Torres - PUR Cristian Arrieta - PUR Joseph Marrero - SKN Devaughn Elliott - SKN Jevon Francis - SKN Orlando Mitchum - SLV Alfredo Pacheco - SLV Edwin Sánchez - SLV Herbert Sosa - SLV Steve Purdy - SLV Víctor Turcios - SLV Xavier García - SUR Evani Esperance - SUR Giovanni Drenthe - SUR Naldo Kwasie - TRI Darryl Roberts - TRI Hughton Hector - TRI Keon Daniel - TRI Kevin Molino - USA Aron Jóhannsson - USA Brad Evans - USA Landon Donovan - USA Michael Orozco - VIR Alderman Lesmond - VIR Dwayne Thomas - VIR Jaime Brown - VIR Keithroy Cornelius - VGB Trevor Peters Gols-contra (9) - CUW Angelo Zimmerman (para o Haiti) - GRN Lyndon Joseph (para a Guatemala) - GRN Nicko Williams (para a Guatemala) - GUY Charles Pollard (para o México) - GUY John Rodrigues (para o México) - HON Jorge Claros (para a Jamaica) - MEX Héctor Moreno (para a Guiana) - PAN Román Torres (para a Nicarágua) - TCA Woody Gibson (para as Bahamas) |